# محله صالح‌آباد (سقز)
صالح‌آباد (به کوردی ساڵحاوا)، نام یکی از محله‌های شهر سقز است.